# 12. Unterseebootsflottille
A 12. Unterseebootsflottille foi uma unidade da Kriegsmarine durante a Segunda Guerra Mundial.
A Flotilha foi formada no dia 15 de Outubro de 1942 sob o comando do Korvkpt. Klaus Scholz. Recebeu o primeiro U-Boot em Bordeaux no dia 9 de Janeiro de 1943, este era o U-178. Muitos dos U-Boots que foram designado à Flotilha eram de longo alcance, chegando a fazer operações no Atlântico Sul e no Oceano da Índia. Muitos dos U-Boots da unidade deixaram a base para se dirigirem até Flensburg no mês de Agosto de 1944, tendo os dois últimos U-Boots, o U-534 e U-857, deixado Bordeaux no dia 25 de Agosto de 1944.
A Flotilha foi dispensada no mês de Agosto de 1944, tendo os últimos 220 soldados sob o comando do Fregkpt. Klaus Scholtz iniciado uma marcha a pé de volta para a Alemanha, sendo capturados pelas forças norte-americanas no dia 11 de Setembro de 1944.

## Bases
| Outubro de 1942 - Agosto de 1944 | Bordeaux |

## Comandante
| Comandante             | Data                             |
| ---------------------- | -------------------------------- |
| Fregkpt. Klaus Scholtz | Outubro de 1942 - Agosto de 1944 |

## Tipos de U-Boot
Serviram nesta flotilha um os seguintes tipos de U-Boots:
VIIF, IXD XB e XIV

## U-Boots
Foram designados ao comando desta Flotilha um total de 46 U-Boots durante a guerra:
| U-117, U-118, U-119, U-177, U-178, U-179, U-180    |
| U-181, U-182, U-195, U-196, U-197, U-198, U-199    |
| U-200, U-219, U-220, U-233, U-459, U-460, U-461    |
| U-462, U-463, U-487, U-488, U-489, U-490, U-847    |
| U-848, U-849, U-850, U-851, U-852, U-859, U-860    |
| U-861, U-862, U-863, U-871, U-1059, U-1061, U-1062 |
| e UIT-22, UIT-23, UIT-24, UIT-25                   |